# Ixodoidea
Los ixodoideos (Ixodoidea) son una superfamilia de ácaros, conocidos popularmente como garrapatas. Son ectoparásitos hematófagos (se alimentan de sangre) y son vectores de numerosas enfermedades infecciosas entre las que están el tifus y la enfermedad de Lyme. Son los ácaros de mayor tamaño.

## Taxonomía
Hay tres familias reconocidas: Ixodidae, Argasidae, Hemípteros y una cuarta que aún no se verifica es, Nuttalliellidae.[cita requerida]

### Las garrapatas
Las garrapatas de la familia Ixodidae son comúnmente conocidas como garrapatas duras. Atacan a numerosos mamíferos, incluido el ser humano. Algunos géneros son:
- Amblyomma. Son vectoras de varias enfermedades. Se localizan más frecuentemente en el ganado. Disminuye la producción de leche y carne. En los humanos puede causar ehrlichiosis humana.
- Rhipicephalus. Se localizan más frecuentemente en el ganado. Transmiten enfermedades como la babesiosis (deficiente coordinación de movimientos, fiebre alta, agrandamiento de hígado y bazo, ictericia y muerte) o anaplasmosis (fiebre, fuerte dolor de cabeza, mialgia, escalofríos y temblores).
- Dermacentor. Se localiza en el ganado vacuno, bovino y ovino y en animales domésticos. Transmite la anaplasmosis, la fiebre Q. Hace que los animales se muerdan y rasquen ocasionándose heridas, que aprovechan otras bacterias, moscas y parásitos para desarrollarse.
- Ixodes. Transmiten la parálisis de la garrapata, babesiosis, y la anaplasmosis, el Virus Powassan y la fiebre Q . Se localizan en animales y humanos.

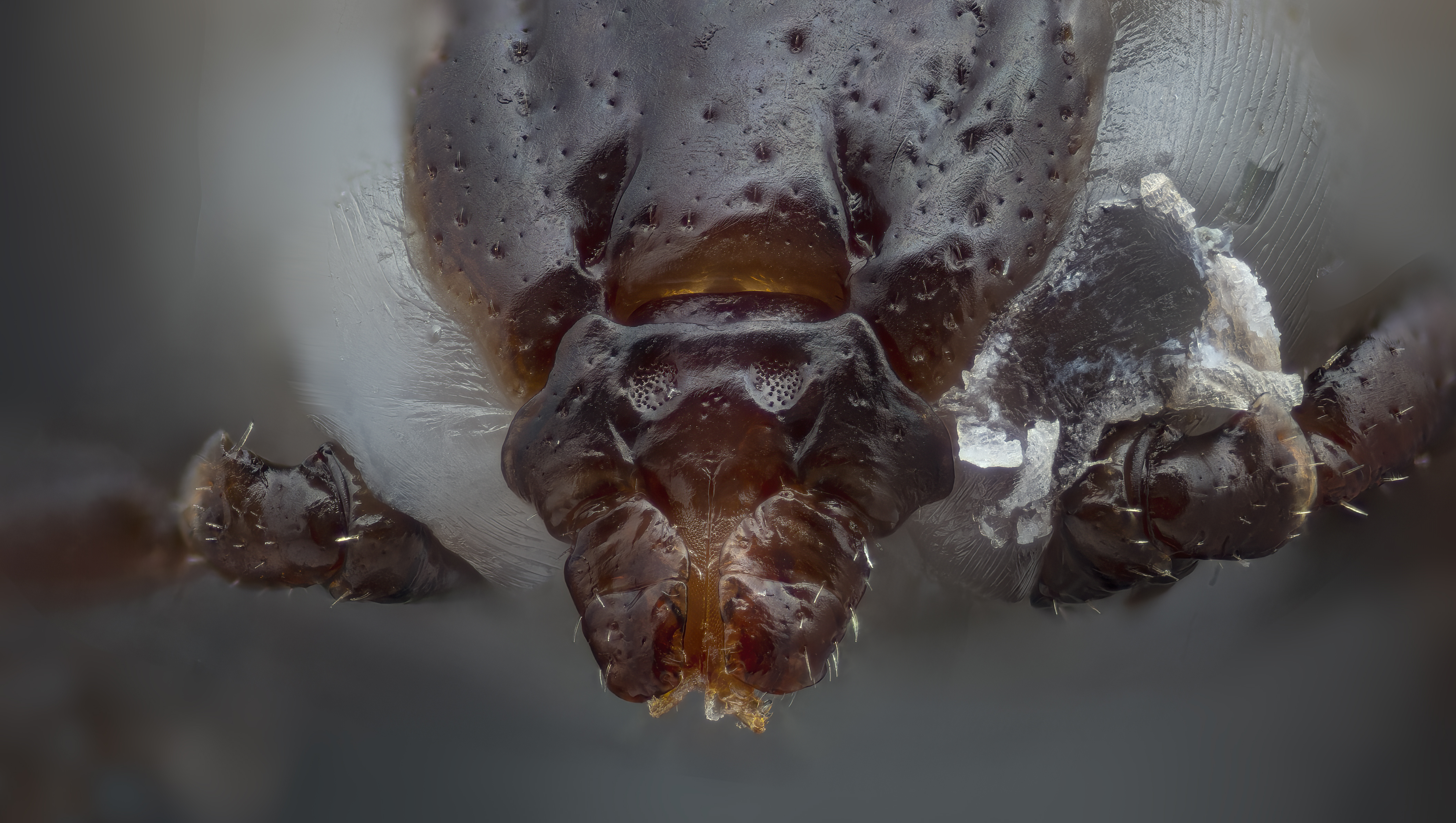
Cabeza de Garrapata

### Argasidae
Las garrapatas de la familia Argasidae son comúnmente conocidas como garrapatas blandas. Parasitan sobre todo aves.

### Nuttalliellidae
La familia Nuttalliellidae comprende a un único género, el género Nuttalliella, con una única especie conocida Nuttalliella namaqua.

## Anatomía
Están divididas en dos partes:

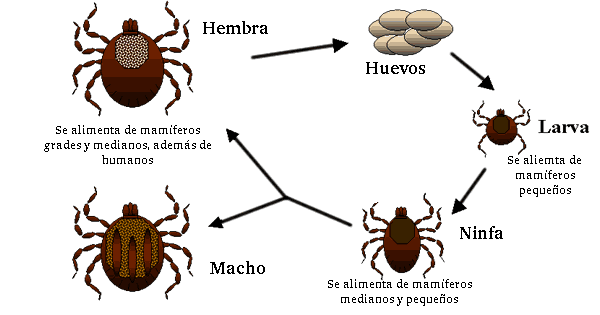
Ciclo biológico de una garrapata.

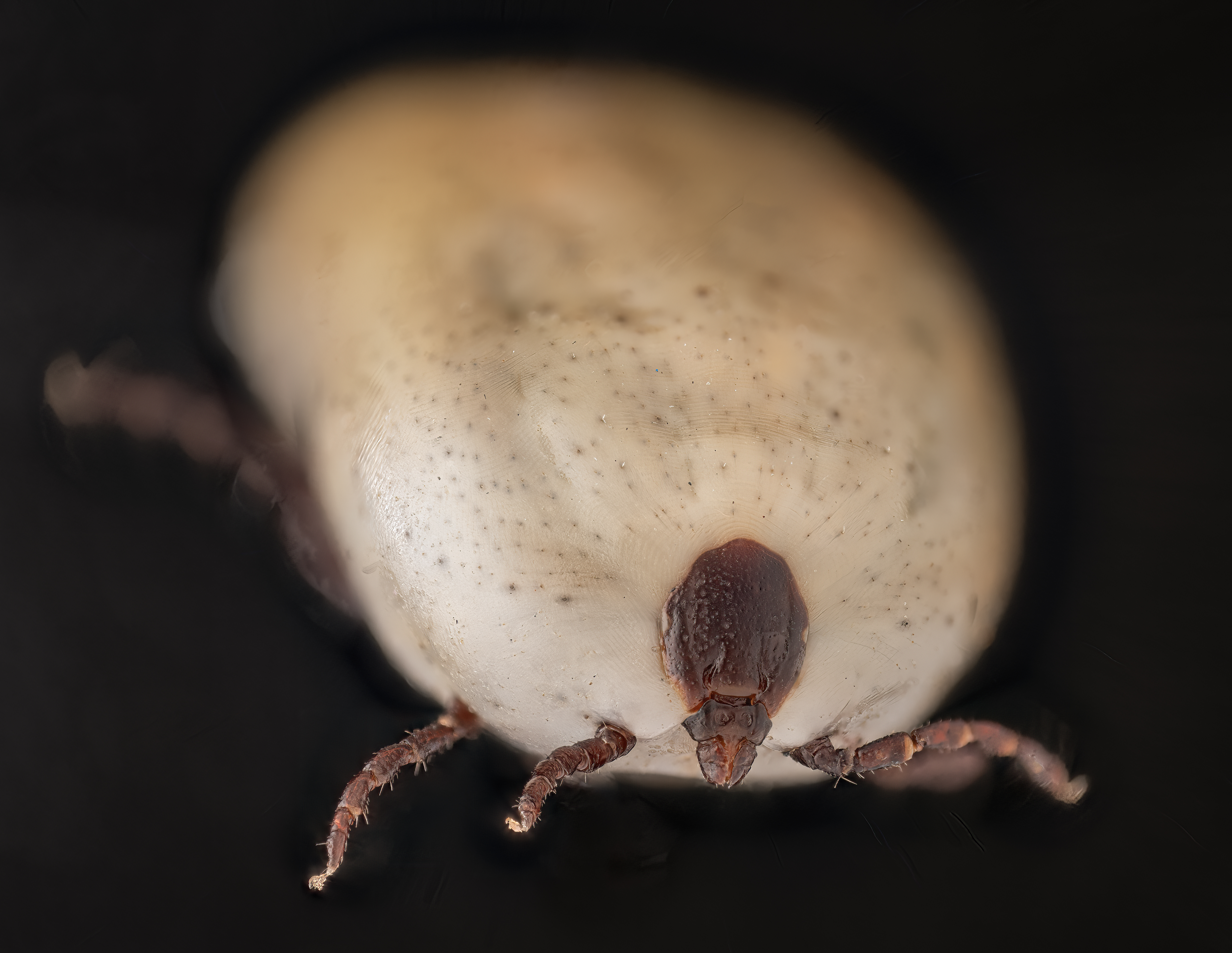
Garrapata

- El gnatosoma, compuesto por el aparato bucal y el capítulo. El capítulo está constituido por el cuello y el prosoma. El prosoma a su vez está constituido por:
  - El hipostoma: es una estructura que cumple la función de fijación y tiene dientes en hileras que varían en cantidad dependiendo del estado evolutivo en el que se encuentre.
  - Los pedipalpos: tienen función sensorial, son articulados y se encuentran a los lados del hipostoma.
  - Los quelíceros: sirven para cortar y perforar la piel.
- El idiosoma: se trata de la fusión de los segmentos del tórax y el abdomen, de donde salen 4 pares de patas en los estadios de ninfa y adulta, y sólo 3 pares las larvas. En el primer par de patas suelen tener un aparato sensitivo llamado órgano de Haller.

En las hembras existe un aparato especial para producir una sustancia protectora de los huevos llamado órgano de Gené, y su aparato reproductor está formado por un solo ovario, un oviducto y un orificio genital. El de los machos está formado por testículos, vesículas seminales y vasos deferentes.

## Proceso de mordida
El único método de transmisión es el contacto directo y pueden esperar meses hasta encontrar un hospedador. Tras localizar un lugar adecuado para fijarse, las garrapatas perforan la piel con el extremo distal dentado de sus quelíceros y empiezan a succionar sangre, a la vez que introducen el hipostoma sirviendo como primer elemento de anclaje. Mientras, los pedipalpos se retiran hacia los lados y quedan fuera. Estos no participan en la picadura.
Segregan un cono de cemento alrededor de las piezas bucales para obtener un anclaje definitivo y seguir alimentándose. Este cemento es un fluido rico en proteínas, lípidos y carbohidratos, que puede provocar enfermedades en la piel.
Durante la perforación de la piel, los quelíceros y el hipostoma desgarran los vasos sanguíneos provocando una hemorragia. Al mismo tiempo, las garrapatas inoculan, es decir, introducen el virus o la bacteria, a la saliva, cuyas moléculas cooperan con la respuesta inflamatoria e inmunitaria del hospedador para formar un pequeño absceso o cavidad de alimentación en el extremo de los apéndices bucales, desde el cual succionan la sangre. Las garrapatas inoculan la saliva y succionan la sangre a través del mismo canal, de manera que realizan ambas funciones alternativamente durante todo el tiempo que tardan en completar la toma de sangre.

## Picaduras de garrapatas
La garrapata se termina soltando del animal cuando se llena, pero esto puede tardar varios días. En su boca, las garrapatas tienen una estructura que les permite engancharse firmemente al lugar del que están chupando sangre. Lo primero que hay que aclarar es que la mayoría de las picaduras de garrapatas son inofensivas, no conllevan la transmisión de gérmenes patógenos; además, aunque inoculen gérmenes, la mayoría de las veces no se manifiestan síntomas de la enfermedad.
Durante la toma de sangre, a través de varias vías como la saliva, la regurgitación del contenido intestinal o las heces, las garrapatas pueden transmitir a sus hospedadores un amplio y variado conjunto de patógenos causantes de graves enfermedades, algunas de ellas letales. Entre las moléculas salivales que las garrapatas inoculan al hospedador, las hay con propiedades analgésicas y otras que previenen la coagulación, la inflamación y la activación de los mecanismos defensivos del sistema inmunitario del hospedador, así como toxinas que pueden provocar parálisis y toxicosis en los animales.
Aunque la mayoría de las picaduras de garrapata son inofensivas, pueden propagar una enfermedad llamada enfermedad de Lyme causada por la Borrelia burgdorferi. Esta enfermedad causa artritis, trastornos del corazón y del sistema nervioso como encefalitis o meningitis. La época de mayor riesgo para contraer esta enfermedad es al final de la primavera y el inicio del verano. Los síntomas por los que se identifica esta enfermedad son similares a los de una gripe común (fiebre, dolor muscular, malestar general, cefalea y fatiga), precedidos de un "eritema crónico migrans" (mancha rojiza circular o sarpullido) como primer signo de la enfermedad.
El diagnóstico se realiza mediante una demostración de anticuerpos frente a la Borrelia burgdorferi. El tratamiento suele ser tetraciclina o penicilina; macrólidos. Es necesario tratar esta enfermedad a la mayor brevedad, ya que incluso el 15% de los pacientes que reciben tratamiento inmediato sufren complicaciones. En ocasiones esta enfermedad es confundida con artritis reumatoide, meningitis o esclerosis múltiple.

## Enfermedades transmitidas por garrapatas
- Tularemia
- Fiebre botonosa mediterránea
- Enfermedad de Lyme
- Tifus
- Fiebre de las Montañas Rocosas
- Louping-ill
- Encefalitis transmitida por garrapatas
- Meningoencefalitis por garrapatas
- Hepatozoonosis canina
- Enfermedad de Kyasanur
- Fiebre del Colorado por garrapatas
- Babesiosis
- Fiebre bovina por garrapatas
- Fiebre hemorrágica de Crimea-Congo
- Fiebre reincidente